# Rubrivivax
Rubrivivax es un género de bacterias gramnegativas de la familia Comamonadaceae. Fue descrito en el año 1991. Su etimología hace referencia a organismo rojo. Inicialmente, las primeras observaciones describieron las bacterias de este género cómo Rhodocystis gelatinosa en 1907, y en 1944 se le llamó Rhodopseudomonas gelatinosa. En 1984 se transfirió a otro género como Rhodocyclus gelatinosus. Finalmente, en 1991, se incluyó en el nuevo género Rubrivivax. Son bacterias aerobias, mesófilas y móviles por flagelo polar. Contienen pigmentos fotosintéticos. Se suelen encontrar en aguas y lodos. 